# Монумент (Лондон)
Монумент у пам'ять про Велику лондонську пожежу — пам'ятник, встановлений у центрі Лондона, що є римською доричною колоною заввишки 61,57 м, побудовану в 1671-1677 роках архітекторами Крістофером Реном та Робертом Гуком. Монумент є найвищою у світі колоною що вільно стоїть.

## Місце розташування
Монумент розташований на розі вулиць Монумент-стріт (англ. Monument Street) та Фіш-стріт-гілл (англ. Fish Street Hill) у Лондонському Сіті, поруч з північним краєм Лондонського мосту через Темзу. Прийнято вважати, що за 202 футів (за 61,57 метри) від цього місця у пекарні Томаса Ферінора 2 вересня 1666 року розпочалася Велика лондонська пожежа, що і символізує висота колони.

## Опис, історія, використання

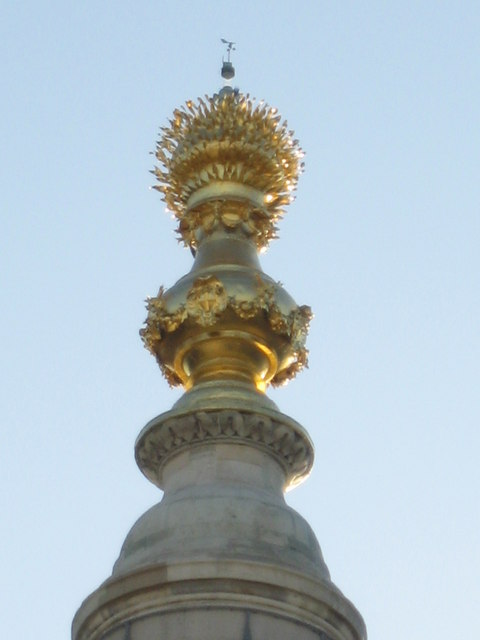
під оберком

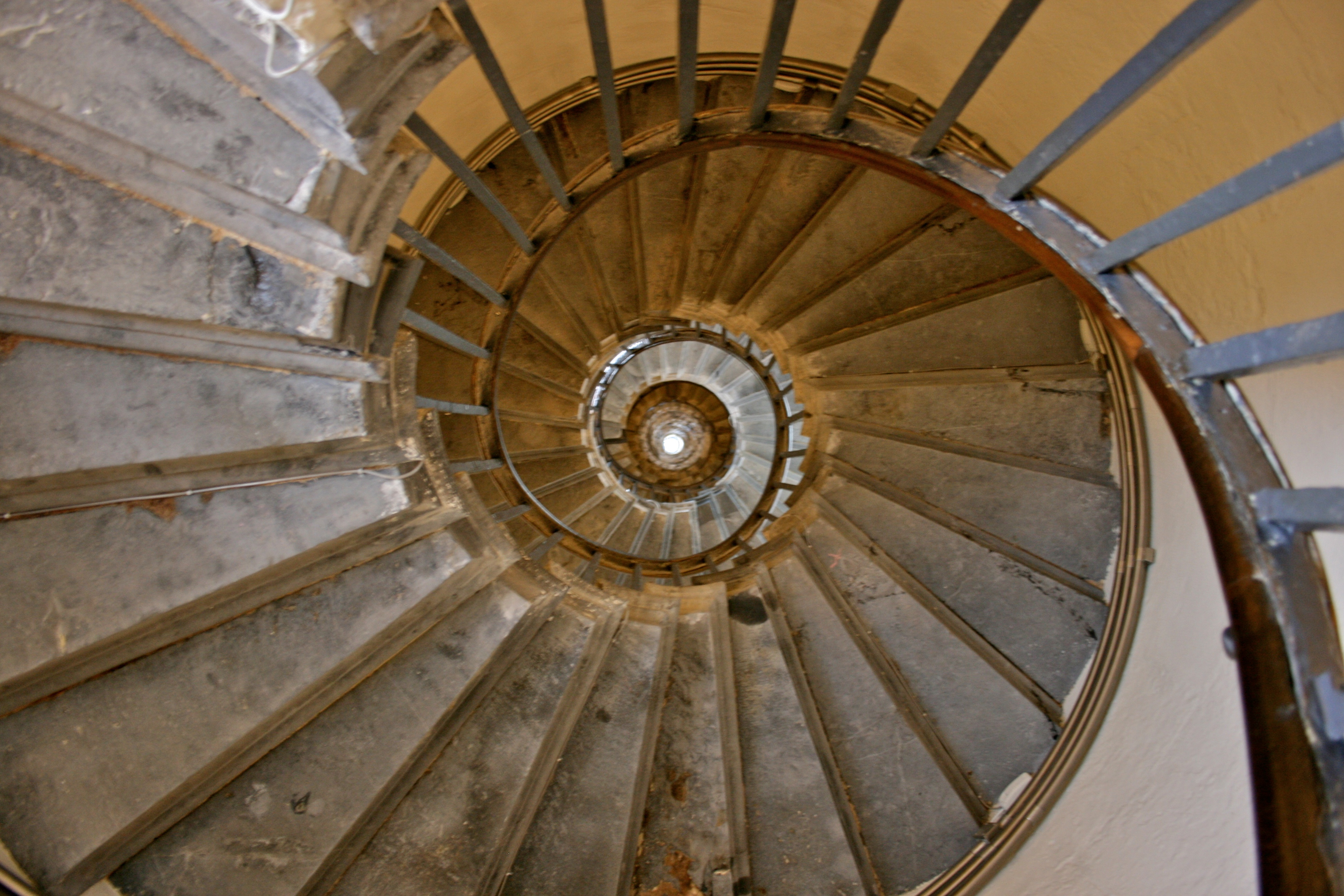
Вид знизу на кручені сходи Монумента.

Монумент є колоною, виготовленою з портландського каменю (вапняк, видобутий на острові Портланд), яку зверху вінчає позолочена урна, з якої вириваються язики полум'я. За первинним проєктом нагорі хотіли розмістити статую Карла II, але потім від цього задуму відмовилися, щоб пожежа не асоціювався із ім'ям короля.
Архітектори задумали використовувати монумент також і для наукових досліджень. По-перше, його використовували як зеніт-телескоп. По-друге, його використовували для вивчення гравітації як маятник. Проте в силу інтенсивного вуличного руху по розташованій поруч вулиці Фіш-стріт-гілл виникала вібрація, яка не дозволила провести задумані експерименти.
Усередині колони розташовані гвинтові сходи з 311 ступенями, прямуючими на оглядовий майданчик нагорі. Оглядовий майданчик був обгороджений ґратами в середині XIX століття після того, як в 1788-1842 роках 6 осіб покінчили життя самогубством, зістрибнувши з неї.
З долу монумент з трьох сторін прикрашено текстами на латині. На північній стороні — розповідь про те, як почалася пожежа, якої шкоди вона принесла місту, і як була погашена. На південній стороні — то, що зробив Карл II після пожежі. І на східній стороні — історія самого монумента.
Західна сторона прикрашена горельєфом із зображенням зруйнованого пожежею Сіті і короля Карла II з його братом Яковом, оточеними Свободою, Архітектурою і Наукою, що символізують напрямки відновлення Лондона після пожежі. Горельєф створив скульптор Кай Габріел Сіббер.